# Dustin Lance Black
Dustin Lance Black (Sacramento, 10 de junio de 1974) es un guionista, director, productor de cine y televisión y activista estadounidense a favor de los derechos LGBT. 
Ganó un premio WGA y también un Premio de la Academia por la película Milk. Es miembro fundador de la junta directiva de la Fundación Americana para la Igualdad de Derechos y escritor de 8, una obra de teatro que recrea la escena del juicio federal que llevó a cabo el derrocamiento de la Proposición 8.

## Biografía
Black nació en Sacramento, California, y se crio en un hogar bajo la religión Mormona en San Antonio, Texas, y más tarde se mudó a Salinas, California, cuando su madre se volvió a casar. Su padre biológico fue un misionero mormón.
Creció rodeado de la cultura mormona y de bases militares. Black creció preocupado por su sexualidad. Él se dijo a sí mismo, cuando se sintió atraído por un chico de su barrio a la edad de seis o siete, "Yo voy al infierno". Y si alguna vez lo reconozco, voy a estar herido. Dustin dice que su aguda percatación de su sexualidad le hizo oscuro, tímido y a veces suicida. Se declaró gay en su último año de universidad.
Mientras asistía a North Salinas High School, Black comenzó a trabajar en el teatro, en el The Western Stage en Salinas, California,-Monterey, California, y más tarde trabajó en producciones como Bare en el Hollywood's Hudson Main Stage Theater. Black asistió a la Universidad de UCLA, School of Theater, Film and Television mientras que aprendía con directores de escena, trabajando en la actuación y en los equipos de iluminación teatral. Se graduó con honores de la UCLA, School of Theater, Film and Television en 1996.
Dustin Lance Black es el director y guionista de la miniserie When We Rise (2017), conocida en Latinoamérica como Cuando hacemos historia. Esta historia narra los inicios del movimiento por los derechos de los homosexuales.

## Reconocimientos
En 2009 ganó el premio Paul Selvin otorgado Sindicato de Guionistas de Estados Unidos (WGA) y premio Oscar al mejor guion original por la película Milk. En 2018 recibió el premio Valentine Davies, concedido por el Gremio de Escritores de América Occidental, por sus esfuerzos en favor de los derechos civiles y humanos. En 2022 ganó el Premio Rambal del Festival Internacional de Cine de Gijón (FICX) que fue creado en homenaje del transformista Alberto Alonso Blanco.

## Vida personal
El 6 de mayo de 2017 se casó con Thomas Daley. Su primer hijo nació en junio de 2018, llamado Robert Ray.En marzo de 2023 nació su segundo hijo, Phoenix Rose.

## Premios y distinciones
Óscar
| Año  | Categoría            | Película                 | Resultado |
| ---- | -------------------- | ------------------------ | --------- |
| 2009 | Mejor guion original | Mi nombre es Harvey Milk | Ganador   |